# Buchreihe von Meisterwerken der alten chinesischen Kochkunst
Die Buchreihe von Meisterwerken der alten chinesischen Kochkunst (chinesisch 中国烹饪古籍丛刊, Pinyin Zhōngguó pēngrèn gǔjí cóngkān; deutsch: Sammlung von alten chinesischen Werken zur Kochkunst und Diätetik) enthält die größte Anzahl wichtiger Küchenklassiker zu diesem Themenfeld und behandelt mit dem Bereich der Ess- und Trinkkultur einen großen Teilbereich der chinesischen Kultur an sich. 
Die systematische Sichtung und Erfassung der alten chinesischen Literatur zu diesem Gebiet dauerte fast zehn Jahre. Zwischen 1984 und 1993 wurden die einzelnen Werke im chinesischen Verlag namens Zhongguo shangye chubanshe in Peking herausgegeben. 
Es ist eine Bücherreihe, die viele für die Geschichte der chinesischen Ess- und Trinkkultur bislang unerschlossene oder schwer erreichbare Werke zugänglich macht. Das Werk präsentiert in 27 Bänden eine Fülle von Quellen. Der zeitlich früheste Band ist der Vor-Qin-Zeit gewidmet (Xiān Qín pēngrèn shǐliào xuǎn zhùshì Ausgewählte kommentierte Texte zur Geschichte der chinesischen Küche der Vor-Qin-Zeit), die weiteren Bände erstrecken sich bis zur späten Mandschu-Dynastie, zum Teil mit Übersetzungen in die moderne chinesische Sprache. 
Es stellt die derzeit wohl wichtigste Quellensammlung für eine Geschichte der chinesischen Ess- und Trinkkultur und auch chinesischen Diätetik dar und ist auch für die Geschichte der Medizin von Interesse.
Unter Liste von Quellen zur Geschichte der chinesischen Ess- und Trinkkultur sind die darin zugänglich gemachten Quellen im Einzelnen aufgeführt.